# Gheorghe Lazăr, Ialomița
Gheorghe Lazăr este o comună în județul Ialomița, Muntenia, România, formată numai din satul de reședință cu același nume.

## Așezare
Comuna Gheorghe Lazăr este situată în partea central-estică a județului Ialomița, la 14 km de Slobozia, 19 km de Țăndărei, 5 km de Bucu și 7 km de râul Ialomița. Comuna se învecinează la nord cu comuna Scânteia, la est și sud cu comuna Bucu, la vest și sud cu municipiul Slobozia. Este străbătută de șoseaua județeană DJ213A, care o leagă spre sud de Bucu (unde se termină în DN2A) și spre nord de Scânteia.
Cadrul natural aparține Bărăganului Central subunitate a câmpiei Bărăganului. Subunitatea estică a Bărăganului Central, de care depinde și comuna, poartă numele de Bărăganul Însurățeilor, numit așa după orașul Însurăței din județul Brăila. Altitudinea generală este de 36–55 m și este dominată de crovuri. Pământul satului are o altitudine cuprinsă între 20 și 39 m. Geologic depozitele aparțin Pleistocenului (prima epocă a Cuaternarului, în care a apărut omul și au avut loc glaciațiunile). Se întâlnesc o serie de movile (gorgane) cu înălțimi de 4-6 m deasupra nivelului câmpiei. Acestea sunt creații antropice, morminte ale unor conducători, vechi de peste 2000 de ani. Ulterior au fost folosite pentru a transmite semnale de avertizare în caz de primejdie, prin focurile făcute pe ele; mai târziu ajung semne de hotar.
Teritoriul comunei nu este străbătut de nici o apă curgătoare. În partea de sud-vest a localității, într-o vale naturală, se află lacul Iezer, un liman fluviatil al râului Ialomița, cu o suprafață de 120 ha și o adâncime de 10-12 m.
Este reprezentată de speciile de pești de apă dulce de câmpie, care trăiesc în lacul Iezer: crap, caras, roșioară etc. Din 2008 pe lac se desfășoară anual Concursul Național de Pescuit la Crap.

## Demografie
Componența etnică a comunei Gheorghe Lazăr
     Români (94,79%)
     Alte etnii (0,48%)
     Necunoscută (4,73%)
Componența confesională a comunei Gheorghe Lazăr
     Ortodocși (94,02%)
     Alte religii (0,86%)
     Necunoscută (5,11%)
Conform recensământului efectuat în 2021, populația comunei Gheorghe Lazăr se ridică la 2.092 de locuitori, în scădere față de recensământul anterior din 2011, când fuseseră înregistrați 2.319 locuitori. Majoritatea locuitorilor sunt români (94,79%), iar pentru 4,73% nu se cunoaște apartenența etnică. Din punct de vedere confesional, majoritatea locuitorilor sunt ortodocși (94,02%), iar pentru 5,11% nu se cunoaște apartenența confesională.

## Politică și administrație
Comuna Gheorghe Lazăr este administrată de un primar și un consiliu local compus din 11 consilieri. Primarul, Elena-Gabriela Zaharia[*], de la Partidul Social Democrat, este în funcție din octombrie 2020. Începând cu alegerile locale din 2024, consiliul local are următoarea componență pe partide politice:
|  | Partid                    | Consilieri | Componența Consiliului | Componența Consiliului | Componența Consiliului | Componența Consiliului | Componența Consiliului | Componența Consiliului | Componența Consiliului | Componența Consiliului | Componența Consiliului | Componența Consiliului |
|  | ------------------------- | ---------- | ---------------------- | ---------------------- | ---------------------- | ---------------------- | ---------------------- | ---------------------- | ---------------------- | ---------------------- | ---------------------- | ---------------------- |
|  | Partidul Social Democrat  | 10         |                        |                        |                        |                        |                        |                        |                        |                        |                        |                        |
|  | Partidul Național Liberal | 1          |                        |                        |                        |                        |                        |                        |                        |                        |                        |                        |

## Istorie
Bărăganul este cea mai întinsă și cea mai tipică zonă de stepă. Originea etimologică a cuvântului Bărăgan este de câmp întins de ierburi, uscat și nelocuit, iar în limba turcă după C.C. Giurescu, înseamnă vârtej, furtuna, vifor.
Din epoca pietrei ori a fierului nu s-au găsit urme în mod direct și oficial. Din amintiri bătrânii satului spun că lângă movila Bran, la 3 km Nord de sat, s-a găsit un vas de pământ cu vârfuri de săgeți în 3 muchii cu latura de 1 cm, lungi de 3 cm, ascuțite la vârf cu o gaură la mijloc, din metal galben. Sigur au fost ale geților și sciților din vremurile descrise de Herodot sau din vremea popoarelor migratoare. Sigur că aceste vestigii ale trecutului au dispărut.
Date concrete despre popularea Bărăganului apar mai târziu. În 1863 în urma secularizării averilor mânăstirești și moșia Bucu-Mătăsești trece din proprietatea mânăstirii Cotroceni în proprietatea statului. Moșia se numea așa de la comuna Bucu, existentă încă din secolul XVII, unde se pare că printre ocupații era și creșterea viermilor de mătase, de unde și denumirea de Mătăsești. În faza următoare aceste pământuri au început a fi puse la dispoziția oierilor din Transilvania și a oilor lor în căutare de pășuni.
Primul document descoperit atesta stabilirea lângă Slobozia a unor oieri ardeleni cu turmele lor în mișcare de transhumanță.
După legea rurală din 1864 dată în vremea domnitorului Al. I. Cuza a început a treia fază de populare a Câmpiei Bărăganului, când sunt aduși în această mănoasă câmpie a țării, țăranii săraci proveniți din diverse zone submontane (Buzău ori Prahova). Așa apar cosare, hanuri, tarle, odăi. În harta rusească începută în 1835 și terminată în 1853 sunt trecute satele, cătunele, numărul de gospodării, de cârciumi, de tarle, cosare, mori, pive. Cătunul este “așezare omenească grupată”, iar numărul lor alcătuia la mijlocul secolului XIX cam 84% din totalul
așezărilor.
După 1870 arendașii moșiei au început să aducă lucrători din Buzău sau Prahova care au întemeiat sălașe ori tarle unde locuiau numai vara în sezonul de lucru al câmpului, majoritatea retrăgându-se toamna târziu în satele natale cu recoltele obținute peste an.
Prin legea rurală din 1864 au fost împroprietăriți foarte mulți clăcași. Peste 48000 de familii țărănești (însurăței, țărani de pe moșiile “strâmte”) cărora legea le dădea pământ din domeniile statului n-au primit loturile la care aveau dreptul. Categoriile de săteni cunoscute sub numele de spornici (însurăței) au așteptat 15 ani până au fost împroprietăriți.
Între 1864 - 1876 s-au continuat lucrările de aplicare a legii rurale prin delimitări, revizuiri de măsurători, rezolvări de conflicte între proprietarii de moșii și împroprietăriți, constituiri de noi comisii.
În anul 1873 s-au întocmit tabele și liste cu însurățeii. La 25 iunie 1876, 400 de însurăței reclamă că nu au primit pământul promis prin articolele 5 și 6 din legea rurală a lui Al. I. Cuza.
La 27 octombrie 1876 printr-o circulară I.C. Brătianu trimite instrucțiuni prefecților pentru împroprietărirea însurățeilor și celorlalte categorii de săteni în drept conform articolelor 5 și 5 din Legea rurală.
Pentru că localitatea Gheorghe Lazăr s-a înființat prin legea însurățeilor, prezentăm în detaliu cum s-a ajuns la împroprietărirea însurățeilor și înființarea de commune noi printre care și localitatea noastră.
Pentru însurăței, dreptul lor se va proba prin actele de căsătorie care se vor prezenta Comisiunii în original sau în copie legalizată de primărie extrase din condicile bisericilor din anii 1863 și 1864.
Peste doi ani, după războiul de independență se decretează de Principele Carol I un regulament pentru executarea articolelor 5 și 6 din Legea rurală.
Satul Gheorghe Lazăr a apărut pe teritoriul comunei Bucu, în urma împroprietăririi însurățeilor în anul 1884. La sfârșitul secolului al XIX-lea, satul avea o școală mixtă. Între anii 1878 și 1881 au fost împroprietăriți 48622 de săteni, sub denumirea de însurăței, printre care și strămoșii locuitorilor din Gheorghe Lazăr, primind în total 229.063 ha. Pentru că unii au fost excluși de pe liste, iar alții nu s-au prezentat, cifra s-a redus la 48342 de împroprietăriți, din care la 36947 li s-au dat și locuri de casă. Au luat ființă astfel 130 de comune și 26 de cătune noi pe moșiile statului. Printre acestea se număra și Gheorghe Lazăr, în 1884.
Foștii clăcași s-au așezat în trei locuri: pe viroaga Stâncuței, întemeind cătunul Stâncuța (Ochiul Boului); alții pe malul de nord al bălții Ezer, cătun numit Caserie, și alții spre Nord, pe o vale, întemeind cătunul Capul Moșiei. Mai existau și cătunele Ezer, Bucu – Mătășești și Sărățeni. În 1879 o comisie ad-hoc stabilește ca pe moșia Bucu – Mătășești să se înființeze o comună de 400 de capi de familie, formată din însurăței din cele trei cătune, aflate deja pe moșie (Caserie, Stâncuța și Capul Moșiei), din însurăței din județul Buzău, din județul Brăila și din locuitori din comunele ialomițene din jur. Lucrările de delimitare au început în 1882 și s-au terminat în 1884. Inginerul hotarnic, G. V. Cordea, care s-a ocupat de delimitarea pământului noii comune, se pare că a pus numele cărturarului ardelean Gheorghe Lazăr, deoarece acesta înființase prima clasă de ingineri hotarnici cu predare în limba română, la Sfântul Sava.
Comuna s-a înființat în 1931, prin separarea satului Gheorghe Lazăr de comuna Bucu.
În 1950, comuna a trecut în administrarea raionului Slobozia din regiunea Ialomița și apoi (după 1952) din regiunea București. În 1968, a revenit la județul Ialomița, reînființat.